# La Selva de Mar
La Selva de Mar ist eine Gemeinde mit 220 Einwohnern (Stand: 2024) in Katalonien, Spanien. Die Gemeinde liegt an der Grenze zum Parc Natural del Cap de Creus. 
Zur Zeit der griechischen Kolonie von Roses lag die der Ort am Meer und bestand aus einem Nothafen. Von hier aus führte ein Landweg über den Coll de Sant Genis nach Roses. Die Zelle Sant Sebastià gehörte im 9. Jahrhundert ursprünglich dem Kloster von Banyoles, ging aber in der Folgezeit an das Kloster Sant Pere de Rodes. Im Zuge der hochmittelalterlichen Raubzüge von See her wurde der Ort befestigt, um den Bewohnern Schutz zu geben. Auch wurde Sant Sebastià zu einer Wehrkirche umgestaltet.

## Sehenswürdigkeiten
(Katalanisch:)
- Sant Sebastià de la Selva de Mar (12. Jahrhundert)
- Muralla i torres de defensa (16. bis 17. Jahrhundert)
- Església de Sant Esteve (16. bis 17. Jahrhundert)
- Celler d'en Climent (16. bis 17. Jahrhundert)
- Molí del salt d'aigua (17. Jahrhundert)
- Dolmen de la Taula dels Lladres (4000 bis 2000 vor Christus)

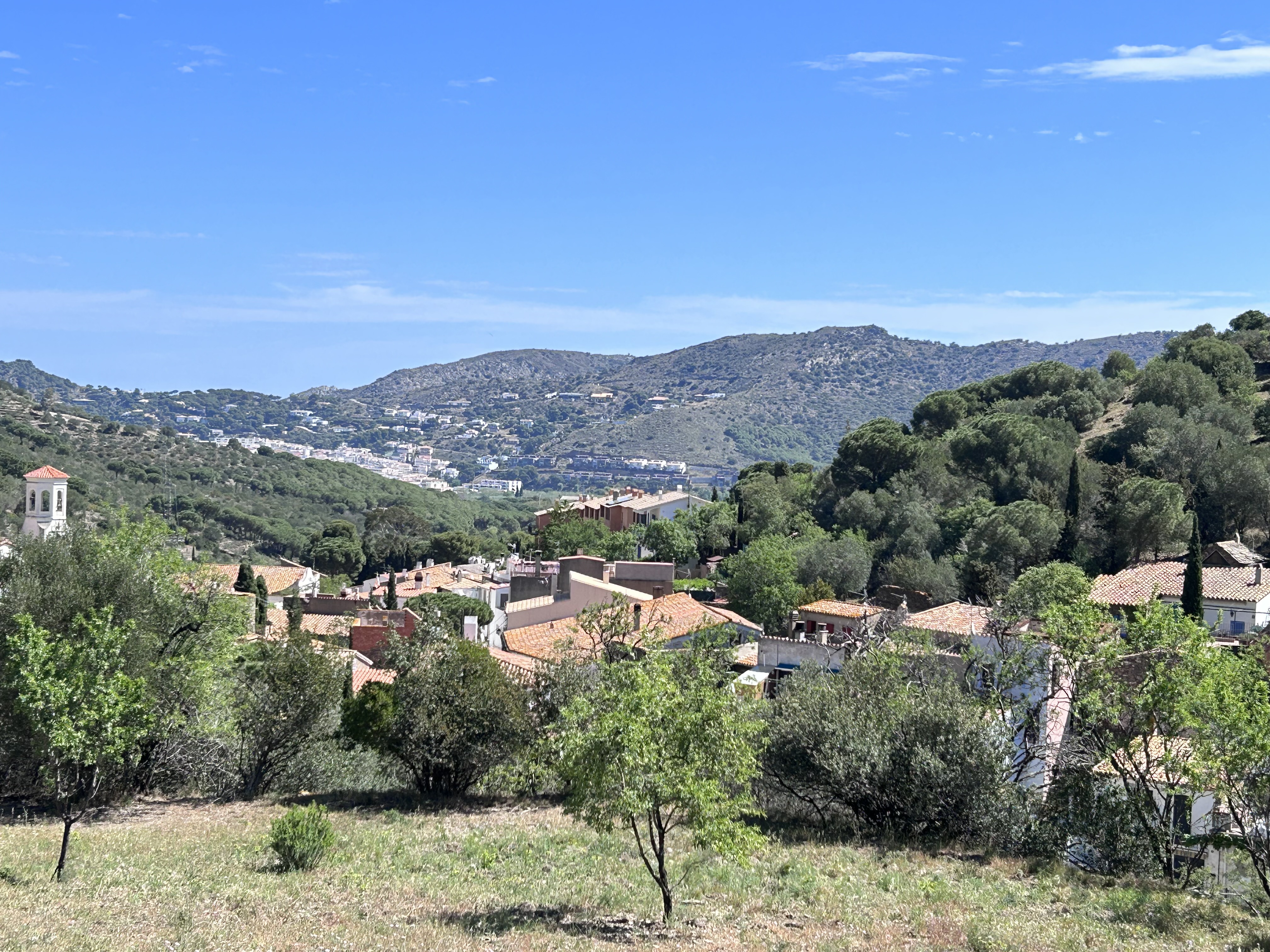
Blick über das Dorf
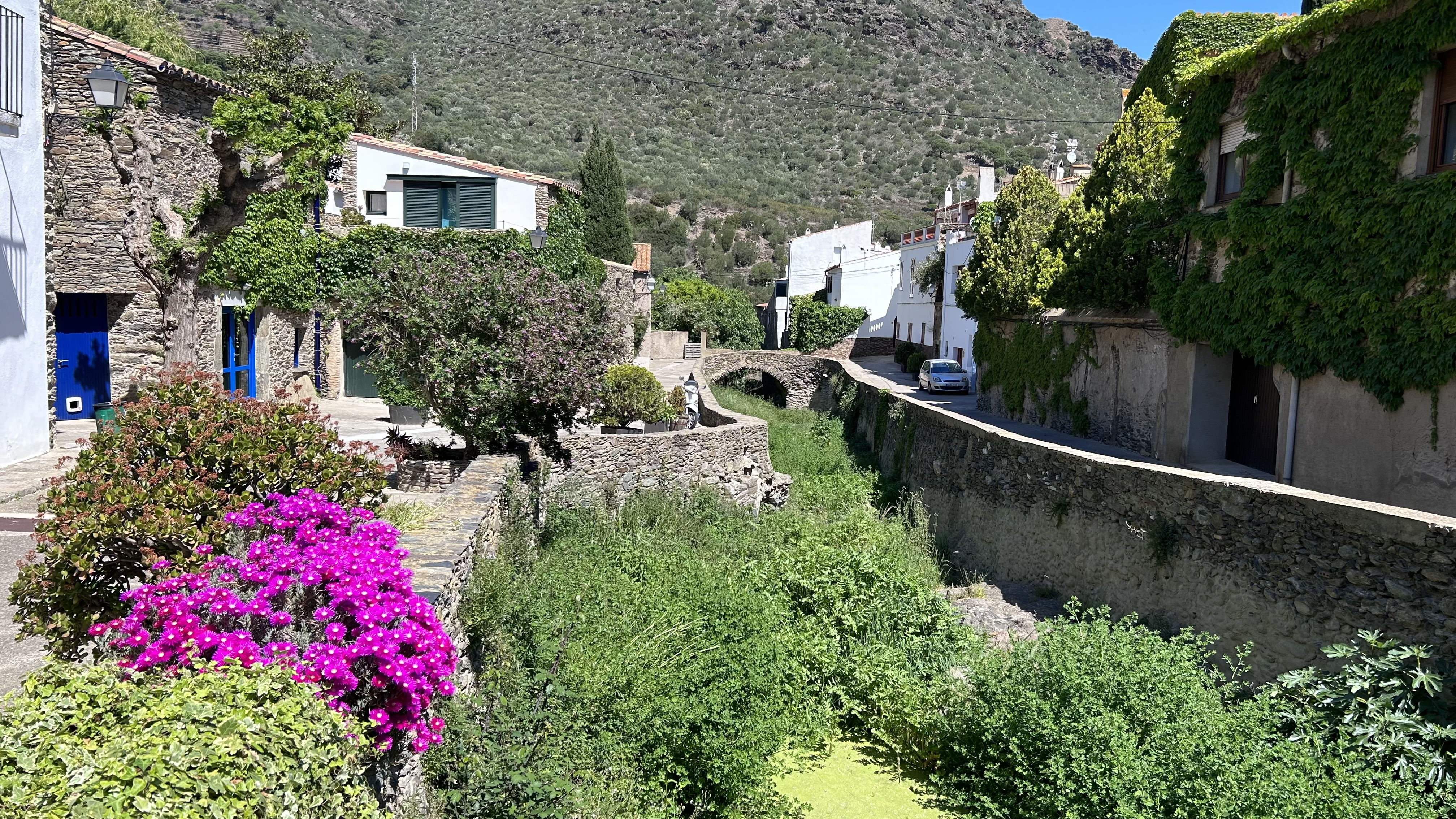
Bachbett
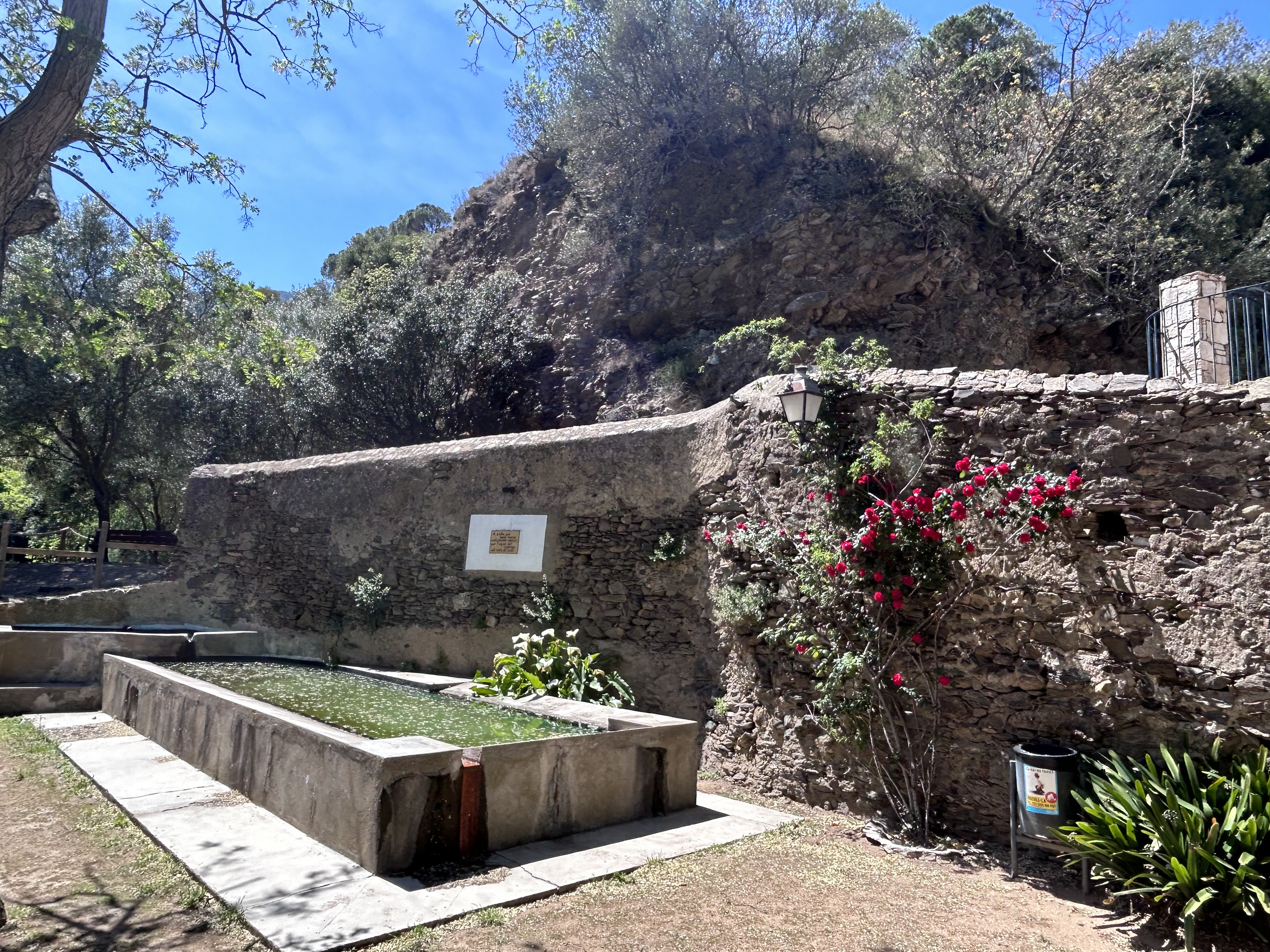
Ehemaliger Dorfbrunnen
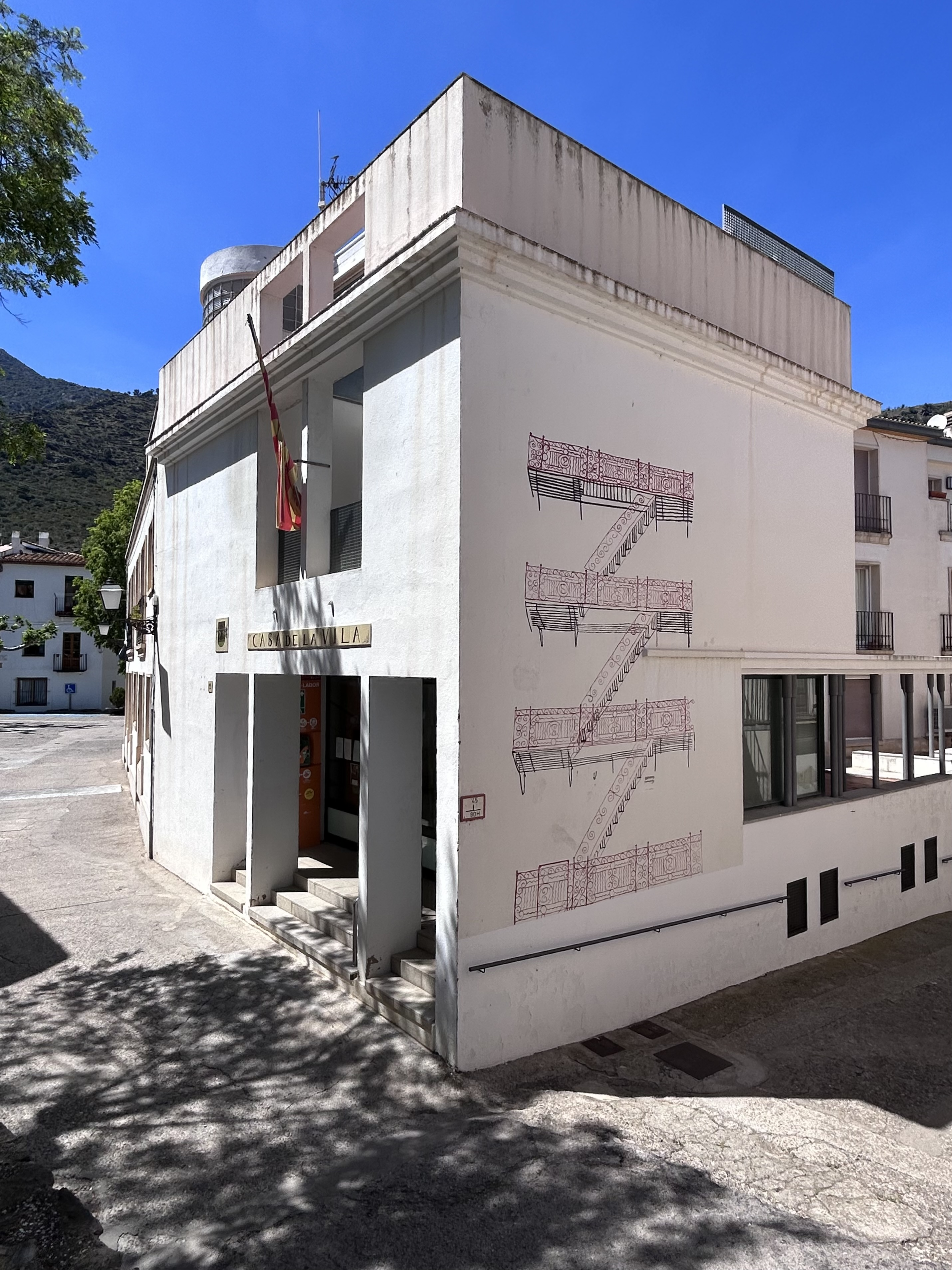
Gemeindehaus